# Campylocentrum minutum
Campylocentrum minutum  é uma espécie de orquídea, família Orchidaceae, originária do Peru, Bolivia, e Equador. Trata-se de planta epífita, monopodial, com caule e folhas rudimentares, cujas inflorescências brotam diretamente de um nódulo na base de suas raízes aéreas. As flores são minúsculas, de cor amarelo pálido, de sépalas e pétalas livres e nectário na parte de trás do labelo. É uma das menores espécies de orquídeas que existem. Pertence ao grupo de espécies que não tem folhas nem caules aparentes.

## Publicação e histórico
- Campylocentrum minutum C.Schweinf., Amer. Orchid Soc. Bull. 17: 108 (1948).

Segundo a descrição e ilustração originais desta espécie, situa-se nas proximidades do Campylocentrum grisebachii da qual pode ser diferenciada principalmente pela leve curva ascendente presente no nectário de suas flores. Como o segundo é uma planta bastante variável, poderiam eventualmente ser sinônimos, porém mais estudos são necessários.